# Труде Аусфелдер
Труде Аусфелдер (на немски: Trude Ausfelder) е германска журналистка и писателка на произведения в жанра книги за самопомощ.

## Биография и творчество
Труде Аусфелдер е родена в Германия.
Работи като журналист в продължение на над 30 години като редактор и репортер в няколко големи младежки списания.
Въз основа на опита си пише няколко книги за самопомощ насочени към аудиторията на младите хора, техните мечти, желания и проблеми.
Книгите ѝ „Всичко, което момичетата искат да знаят“ и „Всичко, което момчетата искат да знаят“ са издадени през 2004 г.

## Произведения
- Mobbing. Schikane am Arbeitsplatz (2000)
- Alles, was Mädchen wissen wollen: Infos & Tipps für die aufregendsten Jahre im Leben (2004)
Всичко, което момичетата искат да знаят : информация и съвети за най-вълнуващите години от живота, изд.: „Емас“, София (2015), прев. Ваня Пенева
- Alles was Jungen wissen wollen (2004)
Всичко, което момчетата искат да знаят : информация и съвети за най-вълнуващите години от живота, изд.: „Емас“, София (2015), прев. Ваня Пенева
- Stark ohne Stoff: Alles, was du über Drogen wissen willst (2005)
- Typisch Jungen! : Alles, was Mädchen über Jungen wissen wollen (2008)
Тези момчета! : всичко, което момичетата искат да знаят за момчетата, изд.: „Емас“, София (2008), прев. Ваня Пенева
- Typisch Mädchen! : Alles was Jungen über Mädchen wissen wollen (2008)
Тези момичета! : всичко, което момчетата искат да знаят за момичетата, изд.: „Емас“, София (2008), прев. Ваня Пенева